# Doyens et chanoines de Windsor

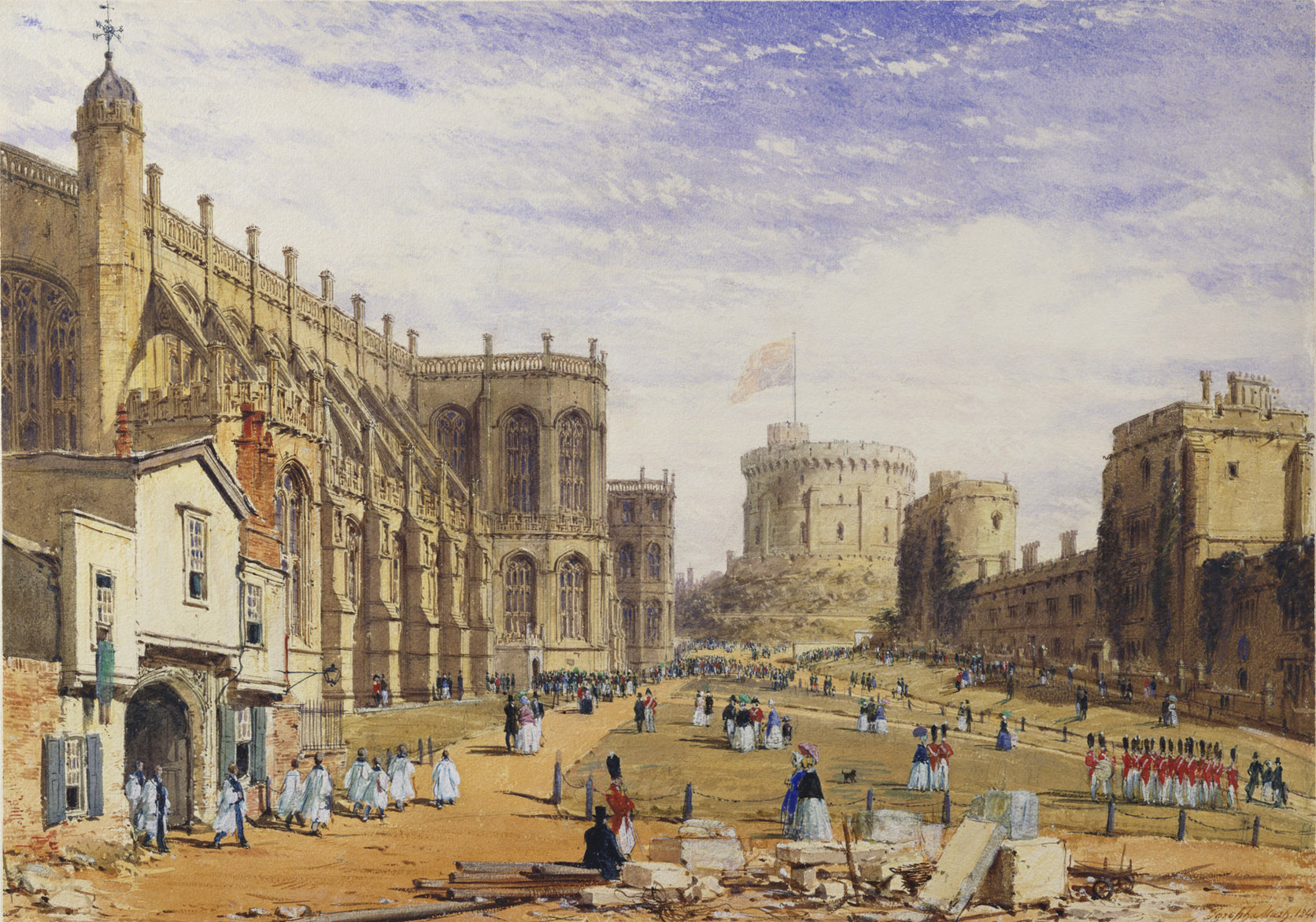
Chapelle Saint-Georges au château de Windsor, à gauche, 1848.

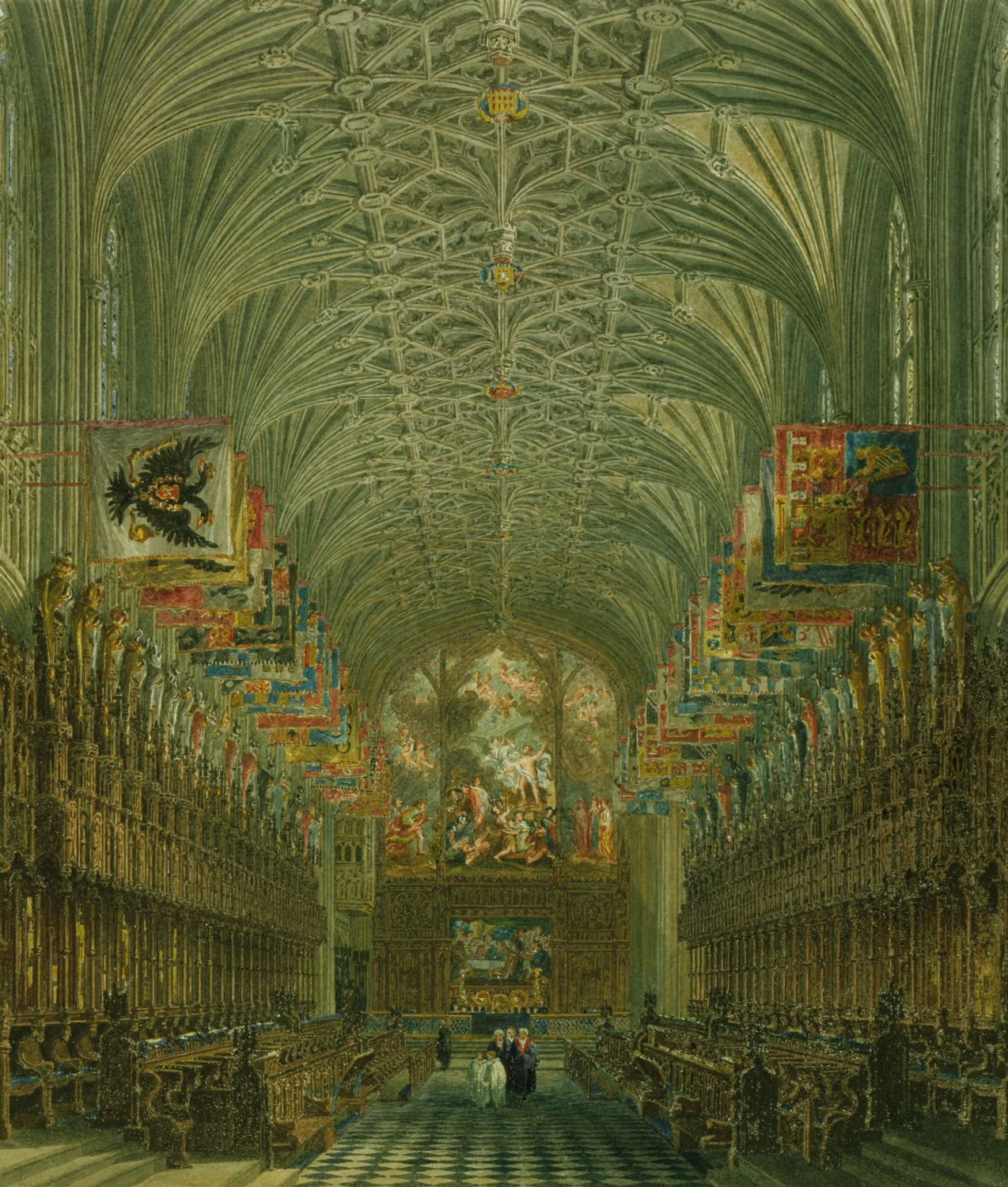
Les stalles du doyen et des chanoines dans la chapelle

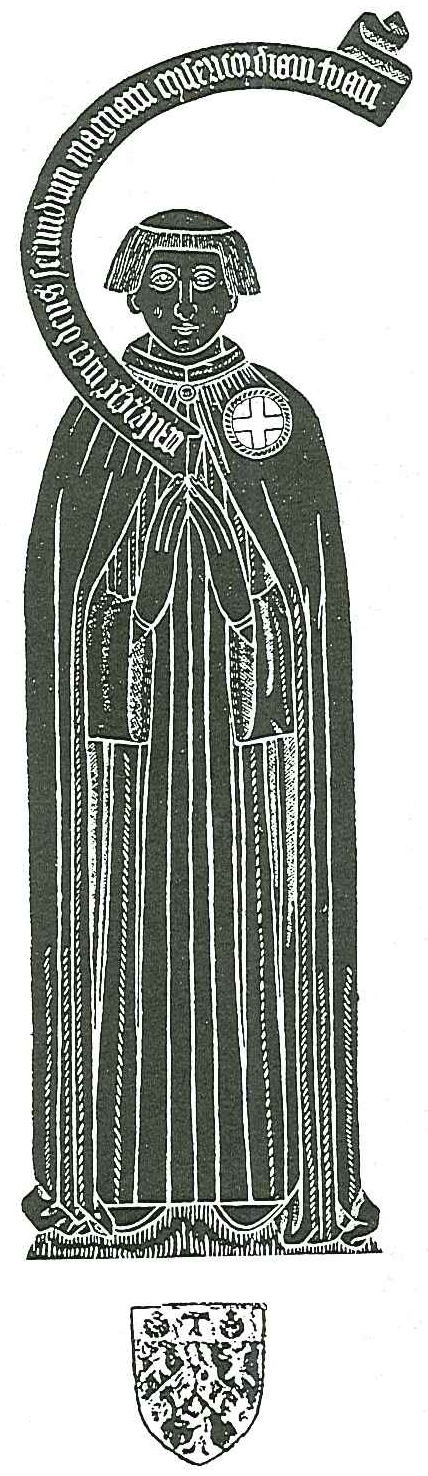
Cuivre monumental de la chapelle du collège d'Eton, de Roger Lupton (m. 1540), avec ses armoiries en dessous. Lupton porte la tonsure d'un ecclésiastique. Il porte le manteau d'un chanoine de Windsor, arborant sur son épaule gauche une croix de Saint-Georges à l'intérieur d'un cercle.

Les doyens et chanoines de Windsor sont le corps ecclésiastique de la chapelle Saint-Georges au château de Windsor.

## Fondation
Le collège des chanoines est créé en 1348 par lettres patentes d'Édouard III. Il fut officiellement constitué lors de la fête de Saint André l’apôtre, le 30 novembre 1352, lorsque les statuts rédigés par William Edington (en), évêque de Winchester, en tant que délégué du pape, furent solennellement remis à William Mugge, le gardien du collège.
Sachant que le processus de fondation a pris plusieurs années, le collège retient l'année 1348 comme date officielle de fondation.

## Costume
Trois anciens cuivres monumentaux (en) subsistent, représentant des chanoines de Windsor, portant le manteau de l'Ordre de la Jarretière, de couleur pourpre, avec un insigne circulaire sur l'épaule gauche, affichant : D'argent, une croix de gueules (une Croix de saint Georges):
1. v. 1370 : Roger Parkers, North Stoke (en), Oxfordshire (demi-effigie avec inscription ; tête perdue) ;
2. 1540 : Roger Lupton (en), Legum Doctor, prévôt du collège d'Eton et chanoine de Windsor. Chapelle du collège d'Eton (en) (manteau porté sur une soutane doublée de fourrure, pas de surplis) ;
3. 1558 : Arthur Cole, docteur en théologie, président du Magdalen College à Oxford (manteau orné porté par-dessus la soutane et le surplis).

Les longues cordes qui fixent le manteau sont bien représentées à North Stoke (en) et au Magdalen College. Dans les deux exemplies plus récents, ils sont rassemblés. Sur le cuivre d'Eton, le manteau est attaché au cou. L'effigie perdue de John Robyns, mort en 1558, dont l'inscription subsiste dans la chapelle saint Georges, pourrait l'avoir montré portant le manteau. On a trouvé des bagues de chanoines de Windsor les montrant revêtus de chapes, sans l'insigne de la Jarretière, comme à Thurcaston (en), dans le Leicestershire (John Mershdcn, 1425) et à Harrow (Simon Marcheford, 1442). Un cuivre a été découvert en 1890 à Bennington, près de Stevenage, dans le Hertfordshire, montrant une petite effigie mutilée d'un prêtre dans une chape avec un insigne rond (peut-être une rose) sur l'épaule gauche. La chape est ornée d'un orfroi. On a supposé qu'il s'agissait d'un chanoine de Windsor.

## Suspension des canonicats
L'article 9 de la loi de 1840 sur les commissaires ecclésiastiques prévoyait la suspension de huit des canonicats de Saint-Georges.

## Chapitre actuel
Au 2 janvier 2021:
- Doyen de Windsor — David Conner (depuis 1998) ;
- Vice-doyen, chanoine trésorier et gardien, St George's House — Hueston Finlay (chanoine depuis le 25 septembre 2004 et gardien depuis septembre 2005[8]; gardien de 2006 à 2009[9]; trésorier depuis 2012[10]; vice-doyen depuis juillet 2017[11])
- Precentor du canon et aumônier — Martin Poll (en) (chanoine et aumônier depuis le 1er octobre 2012[12]; precentor depuis juillet 2017[13];
- Chanoine trésorier — Mark Powell (depuis le 1er février 2016[14])

Canons mineurs
- Succentor et aumônier de l'école — Jonathan Coore

## Doyens de Windsor
Voir Doyen de Windsor pour la liste chronologique.

## Chanoines de la Première Stalle
- 1. Hugh Whytchirche (en) 1352–1375
- 2. John Landyran (en) 1376
- 3. Richard de Bokelly 1376–1377
- 4. William Dole (en) 1377–1403
- 5. William Lane (en) 1403–1404
- 6. Walter Mabeley 1404–1407
- 7. Robert Wolveden (en) 1407–1412
- 8. Thomas Hanley (en) 1412–1413
- 9. John Meresden (en), Mersdon ou Mershden 1413–1425
- 10. Roger Gates (en) 1425–1430
- 11. John Pye (en) 1430–1439
- 12. William Brewster (en) 1439–1465
- 13. Thomas Downe 1465–1479
- 14. John Arundel (en) 1479–1496
- 15. Thomas Jane (en) 1496–1500
- 16. William Cokkes (en) 1500–1512
- 17. Robert Birkenshaw (en) ou Bekensall 1512–1525
- 18. Miles Welles (en) ou Wyllen 1526–1535
- 19. Simon Symonds (en) 1535–1551
- 20. Richard Turner 1551–1553
- 21. William Este (en) 1554–1557
- 22. William Pye (en) 1557
- 23. John Bowles (en) ou Bockle 1557–1558
- 24. Edward Morecroft (en) 1560–1580
- 25. John King 1580–1607
- 26. Mordecai (Murdoch) Alden 1607–1615
- 27. John King 1615–1638
- 28. Samuel Baker (en) 1638–1639
- 29. Thomas Browne (en) 1639–1673
- 30. Robert Young (en) 1673–1716
- 31. William Derham 1716–1735
- 32. George Stephens (en) 1735–1751
- 33. Balthasar Regis (en) 1751–1757
- 34. John Bostock (en) 1757–1786
- 35. John Fisher (en) 1786–1803
- 36. William Beaumont Busby (en) 1803–1808
- 37. Henry Ryder 1808–1812
- 38. Henry Cockayne Cust 1813–1861

La Première Stalle est suspendue en 1861 à la suite de la loi de 1840.

## Chanoines de la Deuxième Stalle
- 1. William de Polmorva (en) 1352–1362
- 2. John Aleyn (en) 1362–1368
- 3. Adam de Hertyngdon (en) 1368–1380
- 4. Robert de More (en) 1376
- 5. Walter (ou William) Almaly ou Almary 1380–1381
- 6. John Bouland (en) 1381–1400
- 7. Edmund Lacey (en) 1401–1417
- 8. John Longville 1417–1426
- 9. Alan Kirketon (en), ou Kynton 1426–1443
- 10. Pagan (Payn) Burghill 1443–1474
- 11. Thomas Pallet 1474–1488
- 12. Richard Arnold 1488–1491
- 13. Thomas Bowde 1491–1504
- 14. Robert Honiwood (en) 1504–1523
- 15. Richard Rawson (en) 1523–1543
- 16. John Robins 1543–1558
- 17. Robert Iseham 1558–1560
- 18. Paul French (en) 1560–1600
- 19. Henry Beaumont (en) 1600–1622
- 20. Thomas Some (en) 1622–1644
- 21. Edward Fulham (en) 1660–1694
- 22. Maurice Vaughan (en) 1695–1722
- 23. Peniston Booth 1722–1729
- 24. Robert Freind (en) 1729–1737
- 25. Matthew Hutton 1737–1739
- 26. William Burchett (en) 1739–1750
- 27. Thomas Hinton (en) 1751–1757
- 28. John Lockman (en) 1759–1807
- 29. Charles Digby (en) 1808–1841

La Deuxième Stalle est suspendue à la suite de la loi de 1840.

## Chanoines de la Troisième Stalle
- 1. Richard Rothley 1352–1362
- 2. John Leek (en) 1362–1369
- 3. Thomas de Aston (en) 1369–1376
- 4. John Massingham 1376–1408
- 5. John Malvern (en) 1408–1416
- 6. John Corynham (en), ou Coringham 1416–1444
- 7. Henry Hansherd (en) ou Hansard 1444–1446
- 8. Richard Willys 1446–1467
- 9. Clement Smith 1467–1471
- 10. John Cressy 1471
- 11. William Dudley 1471 (nommé Doyen en 1473)
- 12. John Seymour (en) 1471–1501
- 13. Geoffrey Symeon (en) 1501–1508
- 14. Richard Rawlins (en) 1508–1523
- 15. William Tate (en) 1523–1540
- 16. Owen Oglethorpe 1540–1554
- 17. William Denys ou Devenish 1554–1559
- 18. Simon Aleyn (en) 1559–1563
- 19. John Thompson (en) 1563–1571
- 20. William Wickham (en) 1571–1584
- 21. William Wilson (en) 1584–1615
- 22. Richard Langley (en) 1615
- 23. Oliver Lloyd (en) 1615–1617
- 24. Richard Montague 1617–1628
- 25. David Stokes (en) 1628–1669
- 26. Henry Wotton 1669–1671
- 27. Gregory Hascard (en) 1671–1684
- 28. Edward Jones (en) 1684–1737
- 29. Lord James Beauclerk 1738–1746
- 30. Frederick Cornwallis 1746–1750
- 31. Walter Harte 1750–1774
- 32. James King (en) 1774–1776
- 33. Thomas Bray (en) 1776–1785
- 34. Henry Majendie (en) 1785–1798
- 35. Samuel Goodenough 1798–1802
- 36. George Champagne (en) 1802–1828
- 37. Richard Adolphus Musgrave (en) 1828–1841

La Troisième Stalle est suspendue à la suite de la loi de 1840.

## Chanoines de la Quatrième Stalle
- 1. Roger Parker (en) 1353–1355
- 2. Stephen Scaldeford (Shalford) 1355–1378
- 3. Thomas de Lynton (en) 1378–1387
- 4. John Notyngham (en) 1387–1389
- 5. Thomas Haule ou Hauley 1389–1399
- 6. Robert Ravendale (en) 1399–1404
- 7. William Asshrigge 1404–1405
- 8. Geoffrey Melton 1405–1411
- 9. Henry Drayton (en) 1411–1413
- 10. William Lochard 1413–1431
- 11. John Brydbroke 1431–1444
- 12. William Mychell 1444–1463
- 13. Leyson Geffrey 1463–1474
- 14. John Marshall (en) 1474–1478
- 15. William Corkys 1478–1487
- 16. Thomas Fraunces 1487–1500
- 17. John Esterfield 1500–1513
- 18. Christopher Plummer (en) 1513–1535
- 19. James Blythe 1536–1546
- 20. Henry Aglionby (en) 1546–1554
- 21. William Saxey (en) 1554–1566
- 22. Anthony Rushe (en) 1566–1577
- 23. Herbert Westfaling (en) 1577–1586
- 24. Alexander Southayke (en) 1586–1606
- 25. John Buckeridge (en) 1606–1628
- 26. Gilbert Primrose (en) 1628–1642
- 27. Hugh Paulinus de Cressy (en) 1642–1646
- Vacant 1646–1660
- 28. John Lloyd 1660–1671
- 29. John Saumares (en) 1671–1697
- 30. Samuel Pratt (en) 1697–1723
- 31. Henry Bland (en) 1723–1733
- 32. Hugh Lewis 1733–1742
- 33. Richard Terrick 1742–1749
- 34. Richard Newcome (en) 1749–1755
- 35. Lord Francis Seymour (en) 1755–1766
- 36. Thomas Hurdis (en) 1766–1784
- 37. Folliott Herbert Walker Cornewall (en) 1784–1793
- 38. William Stuart 1793–1800
- 39. George Heath (en) 1800–1822
- 40. Richard Bagot 1822–1827
- 41. David Frederick Markham (en) 1827–1853

La Quatrième Stalle est suspendue à la suite de la loi de 1840.

## Chanoines de la Cinquième Stalle
- 1. Reginald Lodington 1351–1365
- 2. Stephen de Estnore 1365–1368
- 3. John Saxton (en) 1368–1382
- 4. Nicholas Slake (en) 1382–1394
- 5. William Spigurnell (en) 1394–1425
- 6. John Snell (en) 1425–1431
- 7. Thomas Damett (en) ou Dannet 1431–1436
- 8. Richard Wyot (en) 1436–1449
- 9. John Arundel (en) 1449–1459
- 10. Richard Bowyer (en) 1459–1471
- 11. John Vaughan (en) 1471–1499
- 12. Richard Payne (en) 1499–1507
- 13. William Atkinson (en) 1507–1509
- 14. John Chambre (en) (Chamber) 1509–1549
- 15. Ottiwell Hollinshed (en) 1550–1554
- 16. John Browne 1554–1572
- 17. Robert Johnson (en) 1572–1625
- 18. John King (en) 1625–1638
- 19. William Brough (en) 1638–1671
- 20. Peter Scot (Scott) 1671–1689
- 21. John Hern (en) 1690–1707
- 22. Thomas Goddard (en) 1707–1731
- 23. William George (en) 1731–1748
- 24. Theophilus Lowe (en) 1748–1769
- 25. Thomas Dampier (en) 1769–1774
- 26. John James Majendie (en) 1774–1783
- 27. George Hamilton (en) 1783–1787
- 28. William Langford (en) 1787–1814
- 29. Charles Proby (en) 1814–1859
- 30. Charles Leslie Courtenay (en) 1859–1894
- 31. Richard Gee (en) 1894–1902
- 32. Clement Smith (en) 1902–1921
- 33. Vacant 1921–1974
- 34. Anthony Oakley Dyson (en) 1974–1977
- 35. Vacant 1977–1981
- 36. John David Treadgold (en) 1981 – 1989
- 37. Michael Anthony Moxon (en) 1990 – 1998
- 38. Barry Thompson 1998–2004
- 39. Hueston Edward Finlay 2004 –

## Chanoines de la Sixième Stalle
- 1. Reginald Garderobe 1353–1354
- 2. Richard de Bokelly, alias Flanderyn 1354–1376 (then Canon of the First Stall)
- 3. Richard Shawe (en) 1376–1403
- 4. Richard Prentys (en) 1403–1404
- 5. John Ailleston (en) ou Ayleston 1404–1405
- 6. John Exton (en) 1405–1430
- 7. John Depeden (en) 1430–1460
- 8. James Goldwell (en) 1460–1472
- 9. Thomas Danett 1472–1481
- 10. Robert Morton 1481–1486
- 11. John Stokes (en) 1486–1503
- 12. William Butler (en) 1503–1519
- 13. John Longland 1519–1520
- 14. Thomas Magnus 1520–1547
- 15. Richard Cox 1548–1553
- 16. William Chedsey 1554–1559
- 17. George Whitehorne 1559–1565
- 18. Edmund Freke 1565–1572
- 19. Hugh Blythe 1572–1610
- 20. Thomas Frith 1610–1631
- 21. Daniel Collins (en) 1631–1648
- Vacant 1648–1660
- 22. William Chamberlain (en) 1660–1666
- 23. Richard Milward (en) 1666–1680
- 24. Thomas Sprat 1681–1684
- 25. John Wickart 1684–1722
- 26. Richard Sleech 1722–1730
- 27. Michael Stanhope (en) 1730–1737
- 28. John Ewer 1738–1774
- 29. John Hallam (en) 1775–1811
- 30. Richard Bruce Stopford 1812–1844
- 31. Frederick Anson 1845–1885
- 32. John Neale Dalton 1885–1931
- 33. Harry William Blackburne 1931–1934
- 34. Arthur Stafford Crawley 1934–1948
- 35. Edward Malcolm Venables 1948–1957
- 36. James Atherton Fisher 1958–1978
- 37. David John Burgess 1978–1987
- 38. Alan Alfred Coldwells 1987–1995
- 39. Laurence Gunner 1996  – 2006
- 40. Dr James Woodward 2009[15] - 2015

## Chanoines de la Septième Stalle
- 1. Robert Burnham (en) (Bernham) 1351–1362
- 2. Hugh de Briddeham 1363–1372
- 3. Richard Raundes (Randes) 1372–1400
- 4. Richard Kingston (en) (Kyngeston) 1400–1402
- 5. Henry Spicer (Spisour) 1402–1437
- 6. John Kette 1437–1452
- 7. John Hore 1452–1474
- 8. Edmund Audley 1474–1480
- 9. Oliver Dynham (Denham) 1480–1500
- 10. Roger Lupton 1500–1540
- 11. John London (en) 1540–1543
- 12. Francis Mallett 1543–1570
- 13. Roger Browne (en) 1571–1601
- 14. John Chamber (en) 1601–1604
- 15. Richard Field (en) 1604–1616
- 16. Edmund Wilson (en) 1616–1617
- 17. Godfrey Goodman 1617–1656
- Vacant 1656–1660
- 18. George Hall (en) 1660–1662
- 19. Henry Carpenter (en) 1662
- 20. Peter Mews 1662–1673
- 21. Thomas Doughty (en) 1673–1701
- 22. George Verney, 12e Baron Willoughby de Broke (en), 1701–1714
- 23. John Pelling 1715–1750[16],[17]
- 24. John Fulham 1750–1777
- 25. Anthony Shepherd 1777–1796
- 26. Thomas Powys (en) 1796–1797
- 27. Edward Northey (en) 1797–1828
- 28. William Canning 1828–1860

La Septième Stalle est suspendue en 1860 à la suite de la loi de 1840.

## Chanoines de la Huitième Stalle
- 1. Whitecroft ou Wythecroft 1353–1361
- 2. William de Mulsho (Moulsoe) 1361–1368
- 3. Adam de Hertyngdon (Hartington) 1368
- 4. Richard de Hankedon ou Launceston 1368–1379
- 5. John Prust ou Prest 1379–1403
- 6. Roger Redeburne 1403–1406
- 7. John Aston (en) 1406–1422
- 8. Peter de Alcobasse 1422–1427
- 9. Thomas Southwell (en) 1428–1431
- 10. William Bonetemps 1431–1442
- 11. Nicholas Sturgeon 1442–1454
- 12. William Sharpe 1454–1455
- 13. John Kirkeby or Kerby 1455–1457
- 14. John Wygryme 1457–1468
- 15. Robert Wodmanston 1468–1469
- 16. Baldwin Hyde 1469–1472
- 17. David Hopton 1472–1492
- 18. Christopher Urswick 1492–1496
- 19. Richard Nix (Nykke) 1497–1501
- 20. Thomas Hobbs 1502–1507
- 21. Robert Fisher (en) 1509–1510
- 22. Thomas Wolsey 1511–1514
- 23. Geoffrey Wren 1514–1527
- 24. Robert Shorton (ou Shurton) 1527–1535
- 25. Simon Haynes (en) 1535–1552
- 26. John Somer 1554–1573
- 27. John Wolward 1574–1598
- 28. Charles Sonibancke 1598–1638
- 29. James Rowlandson 1638–1639
- 30. John Hales 1639–1656 (démis de ses fonctions en 1642)
- Vacant 1656–1660
- 31. Anthony Hawles 1660–1664
- 32. John Durell 1664–1677
- 33. Richard Meggot 1677–1692
- 34. Thomas Manningham 1693–1709
- 35. John Mandeville (en) 1709–1722
- 36. Nathaniel Marshall (en) 1722–1730
- 37. Robert Tyrwhit 1730–1742
- 38. Edmund Gibson 1742–1746
- 39. William Gibson (en) 1746–1754
- 40. Richard Blacow 1754–1760
- 41. Edward Barnard (en) 1760–1781
- 42. Jonathan Davies (en) 1782–1791
- 43. William Cookson (en) 1792–1820
- 44. John Keate 1820–1852

La Huitième Stalle est suspendue à la suite de la loi de 1840.

## Chanoines de la Neuvième Stalle
- 1. John de Storteford 1352–1353
- 2. Edmund Clovil 1353–1387
- 3. John Drake 1387–1391
- 4. William Falewell 1391–1397
- 5. Thomas Marton 1397–1407
- 6. Simon Marcheford (Marchand) 1407–1441
- 7. William Walesby 1441–1450
- 8. Richard Andrew 1450–1455
- 9. William Harmer (Hermer) 1455–1473
- 10. John Coryngdon 1473–1476
- 11. John Dunmow (Dunmoe ou Dumoe) 1476–1488
- 12. Richard Surland 1488–1509
- 13. James Denton (en) 1509–1533
- 14. Richard Woleman 1533–1537
- 15. Richard Arche 1538–1553
- 16. William Horwood 1554–1555
- 17. Thomas Rawe 1555–1556
- 18. Richard Bruerne (Brewarne) 1557–1563
- 19. William Day (en) 1563–1572
- 20. William King (en) 1572–1590
- 21. Erasmus Webb 1590–1614
- 22. Thomas Sheafe 1614–1639
- 23. John Pocklington 1639–1641
- 24. Herbert Croft (en) 1641–1662
- 25. John Heaver 1662–1670
- 26. Thomas Vyner (en) 1670–1673
- 27. Isaac Vossius 1673–1689
- 28. John Mesnard (Maynard) 1689–1727
- 29. Daniel Waterland 1727–1740
- 30. John Fountayne 1741–1748
- 31. Richard Wilmot 1748–1772
- 32. Philip Duval 1772–1808
- 33. Joseph Goodall 1808–1840
- 34. Lord Wriothesley Russell 1840–1886
- 35. Philip Frank Eliot (en) 1886–1891
- 36. Constantine Phipps, 3e Marquis de Normanby 1891–1907
- 37. Edgar Sheppard 1907–1921
- 38. Samuel Mumford Taylor (en) 1921–1929
- 39. Anthony Charles Deane 1929–1946
- 40. Duncan Armytage 1947–1954
- 41. Charles Ritchie (en) 1954–1958
- 42. Robert Henry Hawkins 1958 – 1970
- 43. Stephen Edmund Verney 1970–1977[18]
- 44. Derek Ian Tennent Eastman 1977 – 1985
- 45. Derek M Stanesby 1985–1997
- 46. John Anthony Ovenden 1998–2012
- 47. Martin George Poll (en) 2012–

## Chanoines du Dixième Stalle
- 1. Robert Shutlingdon 1352–1353
- 2. John de Newbery 1353–1355
- 3. Henry Warner 1355–1368
- 4. John Aleyn 1368–1373
- 5. Richard Postell 1373–1400
- 6. Robert Gough (Gowe) 1400–1432
- 7. William Brewster (en) 1432–1437
- 8. Robert Thurgarton 1437–1438
- 9. John Howden 1438–1449
- 10. Thomas Passhe 1449–1489
- 11. William Creton (Cretyng) 1489–1519
- 12. Richard Sydnor 1519–1534
- 13. Robert Aldrich (en) (Aldridge) 1534–1537
- 14. Henry Williams (en) 1537–1554
- 15. Thomas Slythurst 1554–1559
- 16. Henry Ryley 1560–1586
- 17. William Harrison (en) 1586–1593
- 18. Thomas White (en) 1593–1624
- 19. Nathaniel Giles (en) 1624–1644
- Vacant 1644–1660
- 20. George Evans (en) 1660–1702
- 21. William Fleetwood 1702–1708
- 22. John Adams (en) 1708–1720
- 23. William Wade (en) 1720–1733
- 24. Edmund Marten (Martin) 1733–1751
- 25. Erasmus Saunders (en) 1751–1756
- 26. James Yorke 1756–1762
- 27. Robert Hort 1762–1773
- 28. William Buller 1773–1784
- 29. Edward Wilson 1784–1804
- 30. William Long (en) 1804–1835

La Dixième Stalle est suspendue à la suite de la loi de 1840.

## Chanoines de la Onzième Stalle
- 1. John Northampton (en) (Norhampton) 1352–1355
- 2. Thomas Madefray 1355–1375
- 3. Richard Mitford (Medeford) 1375–1381 and 1381–1390
- 4. William de Pakyngton 1381
- 5. Richard Feld (Atfeld) 1390–1401
- 6. William Gyloth (Gillot) 1401–1428
- 7. Robert Felton (en) 1428–1432
- 8. Robert Allerton (en) 1432–1437
- 9. Henry Hanslap (Hanslope) 1437–1452
- 10. Roger Misterton 1452–1469
- 11. Alexander Lee (en) (Leigh) 1469–1480
- 12. Oliver King 1480–1503
- 13. William Atwater (en) 1504–1514
- 14. James Malett 1514–1543
- 15. Arthur Cole (en) 1543–1558
- 16. Edmund Johnson 1560
- 17. Richard Ryve (Reve) 1560–1594
- 18. Alexander Nowell 1594–1602
- 19. Edmund Nuttall (en) 1602–1616
- 20. Thomas Horne (en) 1616–1636
- 21. Thomas Howell (en) 1636–1644
- 22. Ralph Brideoake 1660–1678
- 23. John Rosewell (en) 1678–1684
- 24. William Cave 1684–1713
- 25. Andrew Snape 1713–1742
- 26. Samuel Haynes (en) 1743–1752
- 27. Frederick Keppel 1754–1762
- 28. John Douglas 1762–1776
- 29. Shute Barrington 1776–1782
- 30. Frederick Dodsworth 1782–1821
- 31. James Stanier Clarke 1821–1834
- 32. Edward Moore (en) 1834–1876
- 33. Hugh Pearson 1876–1882
- 34. William Boyd Carpenter 1882–1884
- 35. Edward Capel Cure 1884–1890
- 36. Alfred Barry 1891–1910
- 37. Leonard Francis Tyrwhitt 1910–1921
- 38. Alexander Nairne 1921–1936
- 39. Sidney Leslie Ollard 1936–1948
- 40. Alexander Roper Vidler 1948–1956
- 41. Geoffrey Bryan Bentley 1957–1982[19]
- 42. John Austin White, 1982 – 2012[20]
- 43. Mark Powell 2016[14]

## Chanoines de la Douzième Stalle
- 1. Walter Nothurst 1353–1360
- 2. John Loryng (Lorenges, Lothereyn) 1360–1387
- 3. Thomas Butiller (Boteler) 1387–1389 (nommé Doyen en 1389)
- 4. John Boor 1389–1402
- 5. Thomas More 1402–1422
- 6. Thomas Duryche 1422–1435
- 7. Thomas Lisieux (Lyseux ou Lysures) 1435–1442
- 8. John Drury (en) (Drewery) 1442–1446
- 9. John Bury (en) 1446–1472
- 10. William Towres (Towrys, Tours) 1472–1485
- 11. Thomas Hutton (en) 1485–1487
- 12. John Baily (pt) (Baylie) 1488–1495
- 13. Edward Willoughby 1495–1508
- 14. John Oxenbridge (en) 1509–1522
- 15. Gamaliel Clifton 1522–1541
- 16. Anthony Barker (en) 1541–1551
- 17. Nicholas Udall 1551–1554
- 18. William Ermested 1554–1558
- 19. George Mason (en) 1560–1562
- 20. William Harward 1562–1589
- 21. Robert Chaloner (en) 1589–1621
- 22. Thomas Oates (en) 1621–1623
- 23. John Elly (Ellis) 1623–1639
- 24. George Gillingham 1639–1668
- 25. John Butler (en) 1669–1682
- 26. John Barrow (en) 1682–1684
- 27. John Fitzwilliams (en) 1685–1691
- 28. John Hartcliffe 1691–1712
- 29. Francis Brown (en) 1713–1724
- 30. James Barclay (en) 1724–1750
- 31. John Sumner (en) 1751–1772
- 32. John Foster (en) 1772–1773
- 33. Roger Mostyn (en) 1774–1775
- 34. Montague North 1775–1779
- 35. William Arnald 1779–1802
- 36. Edward Legge 1802–1805
- 37. Jacob Marsham 1805–1840

La Douzième Stalle est suspendue à la suite de la loi de 1840.